# Condado de Erice
El condado de Erice es un título nobiliario pontificio de carácter personal creado por el papa León XIII el 2 de mayo de 1900 en favor de Jesús Padierna de Villapadierna y Erice. Su nombre hace referencia al apellido familiar.

## Conde de Erice
|                        | Titular                                 | Periodo                |                        |
| Creación por León XIII | Creación por León XIII                  | Creación por León XIII | Creación por León XIII |
| ---------------------- | --------------------------------------- | ---------------------- | ---------------------- |
| I                      | Jesús Padierna de Villapadierna y Erice | 1900-1931              |                        |

## Historia
- Jesús Padierna de Villapadierna y Erice (2 de enero de 1872[1]- Madrid, 10 de febrero de 1931[2]), I conde pontificio de Erice, falleció soltero y sin descendencia. Era hijo de Felipe Padierna de Villapadierna y Muñiz, I conde de Villapadierna y caballero de la Orden de Santiago, y de Manuela de Erice y Urquijo,[3] hija de Martin Francisco de Erice Elorz y de María Cecilia de Urquijo y Landaluce.[4]

El condado de Erice está íntimamente ligado al marquesado de Muñiz y al marquesado de Padierna, todos ellos títulos pontificios de carácter personal creados por el papa León XIII para los hijos del I conde de Villapadierna: Jesús, Gabriel y Manuela. El uso de estos títulos en España fue autorizado por el rey Alfonso XIII el 23 de mayo de 1900.